# 那智駅
那智駅（なちえき）は、和歌山県東牟婁郡那智勝浦町大字浜ノ宮にある、西日本旅客鉄道（JR西日本）紀勢本線（きのくに線）の駅である。事務管コードは▲622043。

## 概要
紀勢本線の駅の中では那智山（那智滝・青岸渡寺・熊野那智大社）に最も近いが、那智観光への玄関口は紀伊勝浦駅に集約されているため、特急はすべて通過する。ただし、1984年2月までは寝台特急「紀伊」・特急「南紀」（一部）が停車していた。
近畿の駅百選の第二回認定駅。

## 歴史
- 1912年（大正元年）12月4日：新宮鉄道が勝浦駅（現在の紀伊勝浦駅） - 三輪崎駅間で開業した際に設置[1][2]。
- 1934年（昭和9年）7月1日：新宮鉄道が国有化、紀勢中線の駅となる[1]。
- 1936年（昭和11年）12月：2代目駅舎（現在のもの）が竣功。
- 1940年（昭和15年）8月8日：紀伊木本駅（現在の熊野市駅）から和歌山駅（現在の紀和駅）までが紀勢西線とされ、当駅もその所属となる[1]。
- 1959年（昭和34年）7月15日：亀山駅と和歌山駅（現在の紀和駅）の間が紀勢本線とされ、当駅もその所属となる[1]。
- 1961年（昭和36年）10月1日：貨物の取り扱いを廃止[2]。
- 1977年（昭和52年）4月16日：昭和天皇、香淳皇后が第28回全国植樹祭開催に合わせ県内を行幸啓。新宮駅発、那智駅どまりのお召し列車が運転される[4]。
- 1985年（昭和60年）3月14日：荷物扱い廃止[2]。無人駅化[5][6]。
- 1987年（昭和62年）4月1日：国鉄分割民営化に伴い、西日本旅客鉄道（JR西日本）の駅となる[1][2]。
- 1998年（平成10年）8月3日：駅舎に町営の那智駅交流センターが増設される[7]。
- 2005年（平成17年）12月7日：紀伊勝浦発新宮行き上り普通列車がホームで停止できずに安全側線に進入し、砂利盛りに突っ込んでようやく停止した。この事故で運休やダイヤの乱れが生じたが、人的被害は避けられた[8]。
- 2021年（令和3年）3月13日：ICカード「ICOCA」の利用が可能となる[9]。

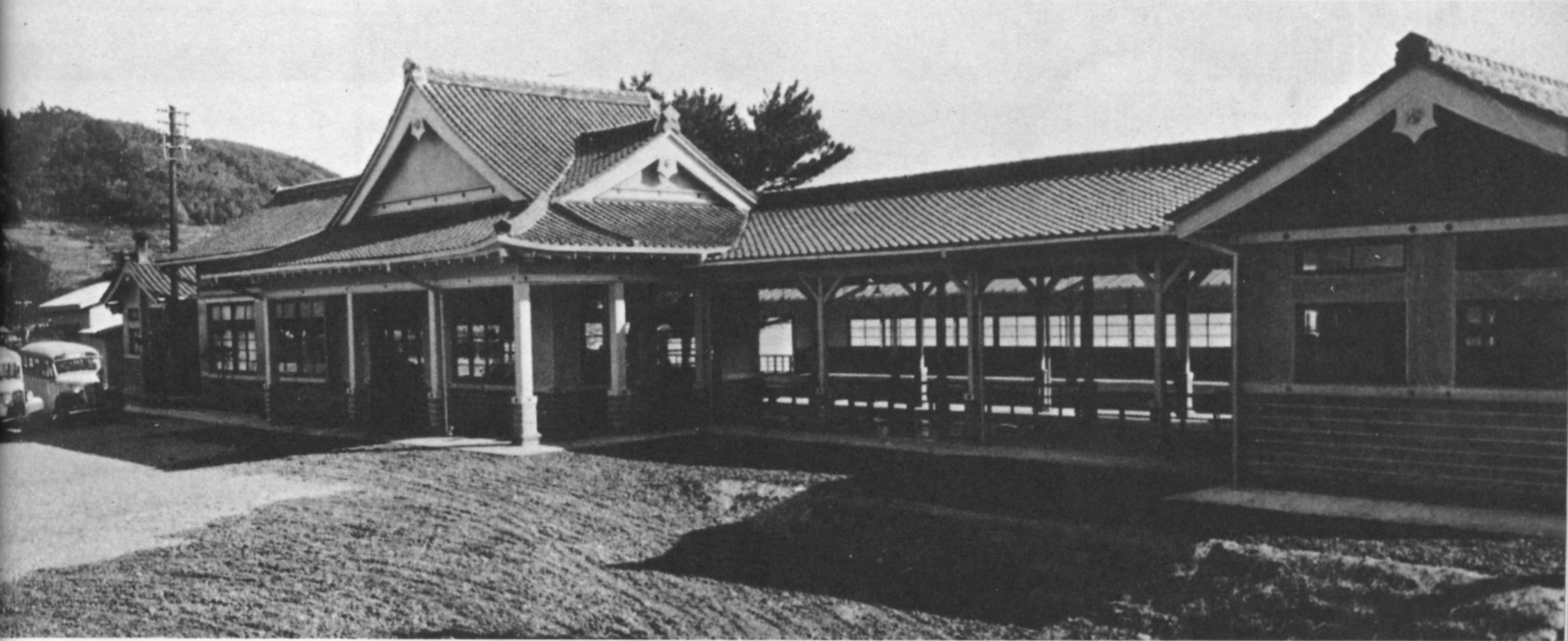
改築間もない2代目駅舎（1937年）

## 駅構造

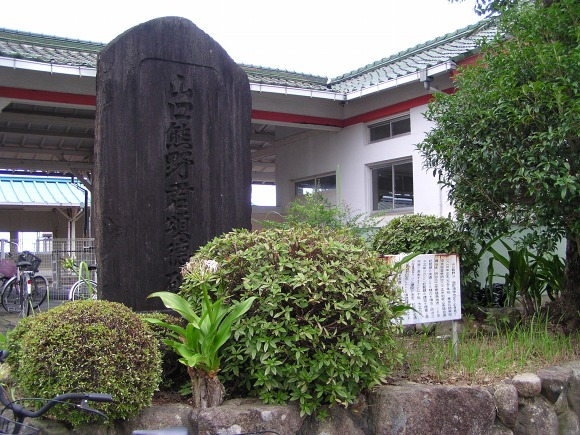
駅前にある山口熊野頌徳碑（2005年8月）

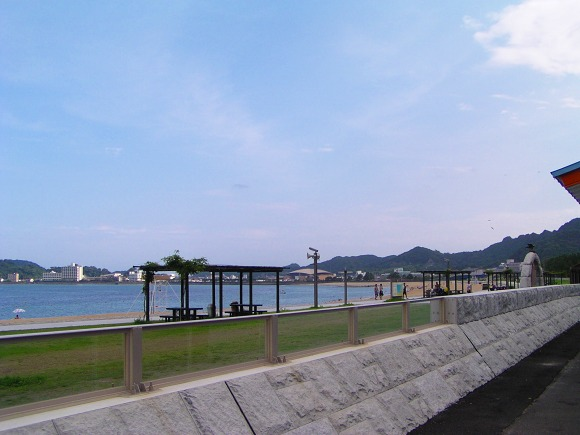
丹敷浦 手前がホーム（2005年8月）

相対式ホーム2面2線を有する行違い可能な地上駅。1番のりば側に駅舎があり、ホーム間は地下道で結ばれている。駅の裏手、2番のりばのすぐ裏側は那智丹敷浦（那智海水浴場、別名「ブルービーチ那智」）であり、ホームからも砂浜を眺めることができる。
1936年（昭和11年）12月竣功の駅舎は熊野那智大社を模し、社殿風のデザインとなっている。駅舎そのものは無人駅であるためがらんどうであるが、1998年（平成10年）8月、この駅舎に那智勝浦町営の那智駅交流センターが増築された。那智駅交流センターは2階建てで、1階にはくつろぎ広場という、マッサージチェアや飲み物等の自動販売機の設置された休憩室および、地元の農産物を直売する産品販売所や特産品を取り扱う特産品売場などが、2階には町営温泉「丹敷の湯」（入浴料は大人600円、子供300円）がある。
前述した通り無人駅で、新宮駅の管理下にある。トイレがある。

### のりば
| のりば | 路線       | 行先                           |
| ------ | ---------- | ------------------------------ |
| 1      | きのくに線 | 新宮方面                       |
| 2      | きのくに線 | 紀伊勝浦・紀伊田辺・和歌山方面 |

上表の路線名は旅客案内上の名称（愛称）で表記している。

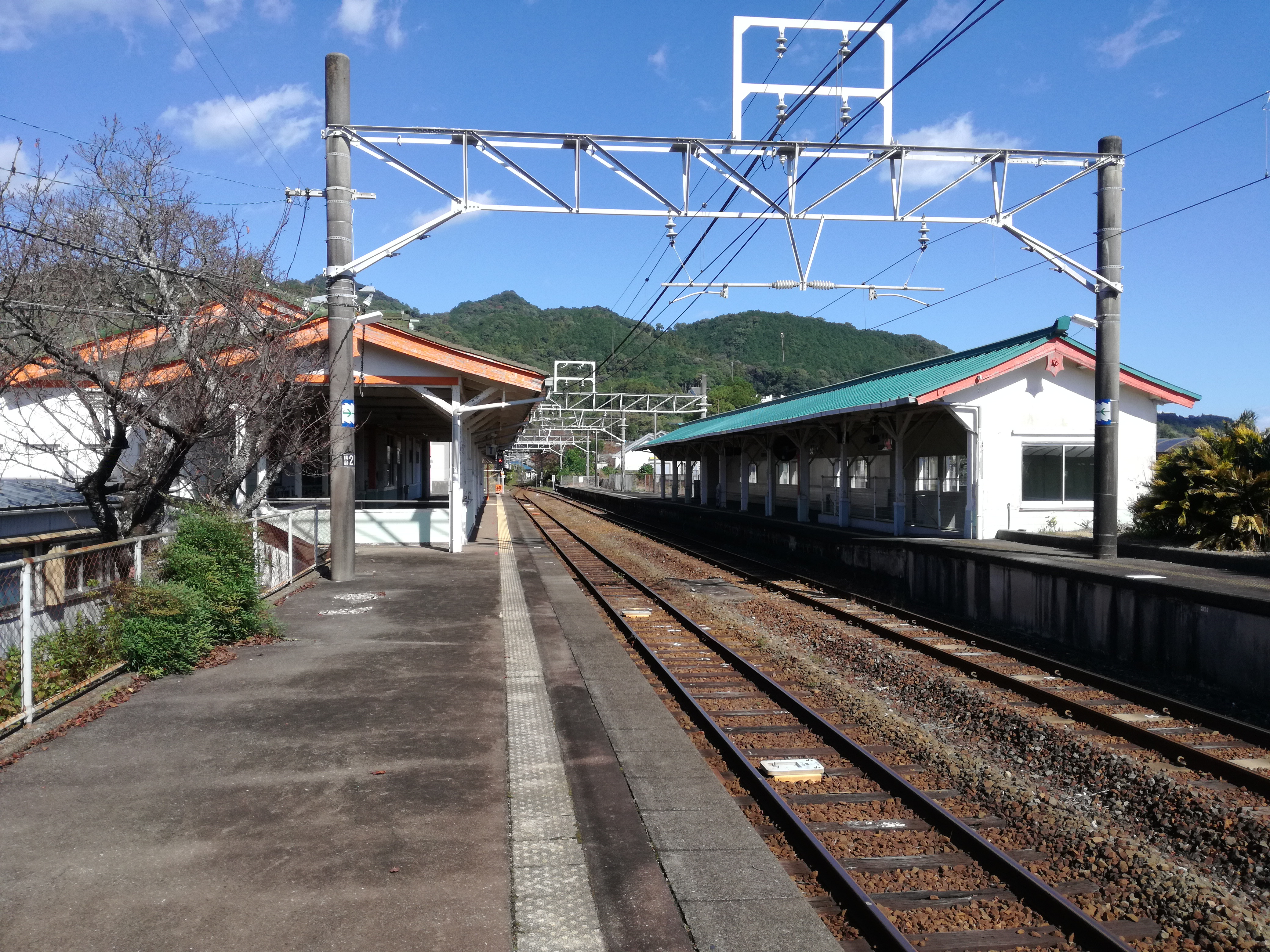
ホーム（2020年11月）

## 利用状況
近年の1日平均乗車人員は以下の通り。
| 年度   | 1日平均 乗車人員 |
| ------ | ---------------- |
| 1998年 | 143              |
| 1999年 | 168              |
| 2000年 | 115              |
| 2001年 | 116              |
| 2002年 | 110              |
| 2003年 | 103              |
| 2004年 | 100              |
| 2005年 | 94               |
| 2006年 | 88               |
| 2007年 | 89               |
| 2008年 | 82               |
| 2009年 | 70               |
| 2010年 | 73               |
| 2011年 | 61               |
| 2012年 | 68               |
| 2013年 | 66               |
| 2014年 | 56               |
| 2015年 | 55               |
| 2016年 | 41               |
| 2017年 | 26               |
| 2018年 | 26               |
| 2019年 | 27               |
| 2020年 | 23               |
| 2021年 | 28               |
| 2022年 | 30               |

## 駅周辺
那智観光の拠点で、熊野那智大社や那智滝、那智山方面への道が駅前から那智川沿いに延びている。当駅から那智山へは熊野御坊南海バスの路線が利用できる。また、夏は駅裏手の丹敷浦への海水浴客でにぎわう。
なお駅前には、国会で紀勢西線建設を訴えかけた山口熊野の頌徳碑と、日本におけるサッカーの普及に尽力した中村覚之助の顕彰碑が建立されている。
- 赤色海岸
- 那智勝浦町立那智中学校
- 補陀洛山寺
- 熊野三所大神社
- 熊野那智大社
- 青岸渡寺
- 那智滝
- 那智山
- 妙法山
- 道の駅なち

## バス路線
那智駅（熊野御坊南海バス）
- 新勝線
  - 新宮駅方面
  - 紀伊勝浦駅方面
- 那智山線
  - 那智山方面
  - 紀伊勝浦駅方面

那智駅（那智勝浦町営バス）
- 色川線
  - 籠方面
  - 勝浦駅・役場方面
- 宇久井線
  - 宇久井駅方面
  - 勝浦駅・役場方面
- 太田線
  - 勝浦駅・役場・湯川駅・太地駅・小匠方面

## 隣の駅
西日本旅客鉄道（JR西日本）
 きのくに線（紀勢本線）
宇久井駅 - 那智駅 - 紀伊天満駅